# Initiatief (rollenspel)
Initiatief is een term die in rollenspellen gebruikt wordt om aan te geven in welke volgorde de acties van de betrokken 
personages worden afgehandeld. De term is een anglicisme afgeleid van het Engelse woord initiative, dat in Engelstalige spellen gebruikt wordt voor dit concept.
Initiatief wordt meestal alleen gebruikt tijdens gevechten, omdat in die situatie van belang is wie als eerste iets kan doen. Om te voorkomen dat spelers ruzie maken over wie dat is, wordt het initiatief van hun personages gebruikt. Buiten gevechten is het over het algemeen niet zo belangrijk wie als eerste iets doet, waardoor initiatief ook niet van belang; in situaties waar dit wel zo is, zal de spelleider meestal aangeven dat een gevechtsbeurt begint en dat spelers dus hun initiatief moeten bepalen. Een veelgehoorde uitspraak van de spelleider tijdens rollenspellen is dan ook: "Gooi voor initiatief."
De manier waarop initiatief bepaalt en gebruikt wordt, verschilt per spel, en is meestal een combinatie van de volgende factoren:
- In de meeste spellen wordt met dobbelstenen gegooid om te bepalen wie als eerste mag, maar in andere staat de volgorde vast;
- Veel spellen tellen van hoog naar laag (dus degene met het hoogste initiatief mag als eerste een actie ondernemen), terwijl andere van laagste naar hoogste gaan;
- In sommige spellen wordt alleen aan het begin van elk gevecht voor initiatief gegooid, en houden de personages hun worpen voor het hele gevecht, maar in andere wordt er aan het begin van elke beurt gegooid;
- Meestal gooit elke speler alleen initiatief voor zijn of haar eigen personage (iedereen is dus op een ander moment tijdens de beurt), maar soms wordt initiatief voor een hele groep tegelijk gegooid (de hele groep is dus op hetzelfde moment).